# جنگل‌داری نزدیک به طبیعت

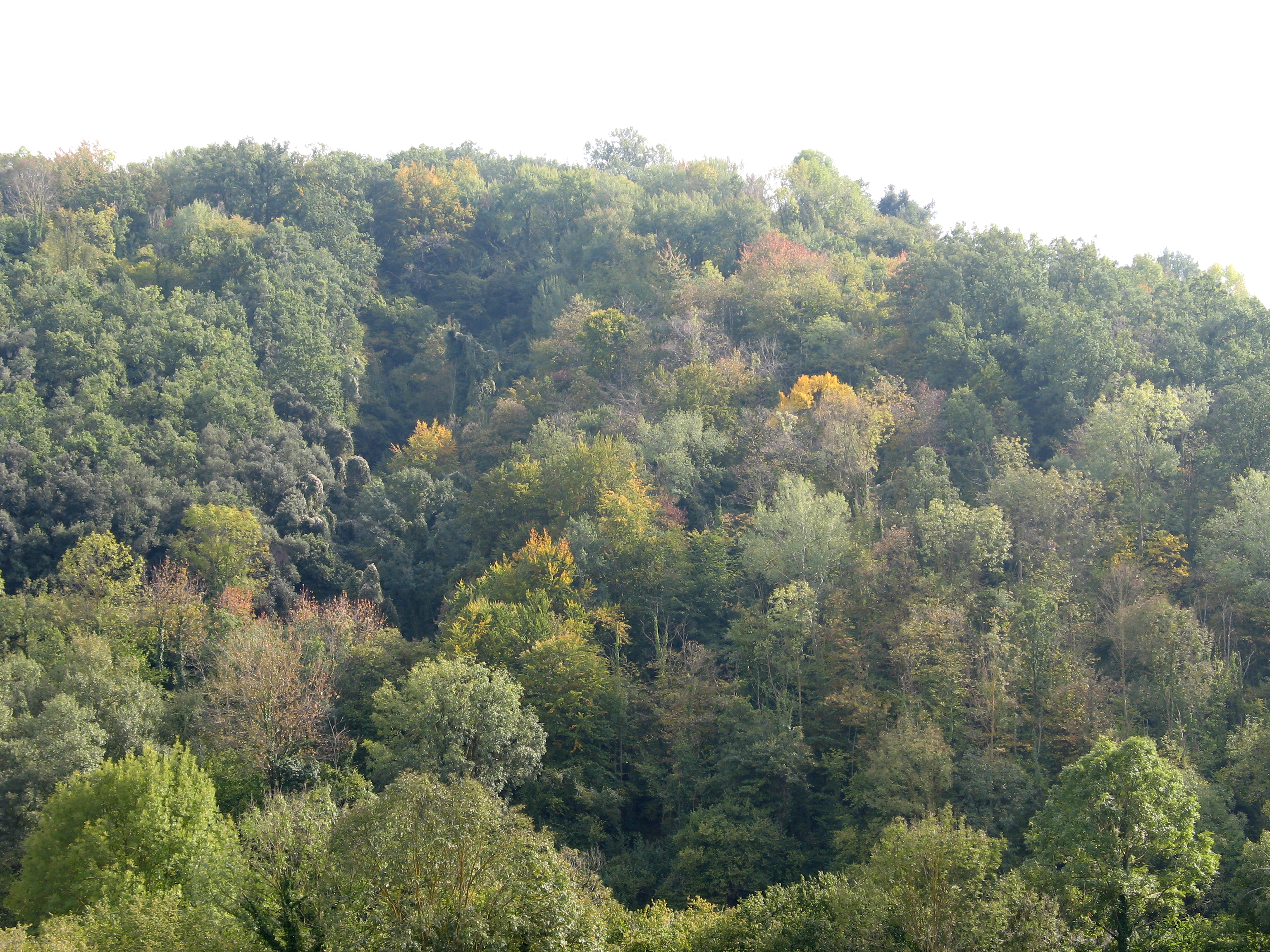
جنگل‌های برگ‌ریز مخلوط و نامنظم در کاتالونیا

جنگل‌داری نزدیک به طبیعت (به انگلیسی: Close to nature forestry) یک رویکرد مدیریتی است که جنگل را به عنوان یک سیستم بوم‌شناختی با کارکردهای متعدد در نظر می‌گیرد. جنگل‌کاری نزدیک به طبیعت تلاش می‌کند تا با حداقل مداخله انسانی لازم به هدف‌های مدیریتی دست یابد که هدف آن تسریع فرآیندهایی است که طبیعت به خودی خود کندتر انجام می‌دهد. آن را با جمعیت طبیعی درختان، فرآیندهای در حال انجام و ساختارهای موجود با استفاده از رویکرد شناختی، مانند مورد جنگل ناهموار پیر (پلنتروالد) کار می‌کند. تئوری و عمل آن جنگل را به عنوان یک اکوسیستم خودتنظیمی در نظر می‌گیرد و آن را مدیریت می‌کند.

## پیوندها به بیرون
- Ecoforestry Institute Society
- Trust for Sustainable Forestry